# Исламов, Пахриддин Якубович
Пахриддин Якубович Исламов (23 октября 1963, Сайрамский район, Чимкентская область, Казахская ССР) — советский футболист, защитник. Мастер спорта СССР (1982).

## Биография
Воспитанник ташкентского спортинтерната им. Г.Титова (с 1978 г.). Начинал играть на позиции защитника, первый тренер — Владимир Трофимович Ятченко.
На взрослом уровне первый клуб — «Пахтачи» (Гулистан) в 1980 году. C 1981 года — игрок ташкентского «Пахтакора», в его составе провёл 31 игру в высшей лиге. В 1982 году стал мастером спорта СССР.
Выступал за юношескую сборную СССР. В 1982 году стал бронзовым призёром юношеского чемпионата Европы, выходил на поле в трёх матчах группового этапа и в полуфинале, а в игре за третье место остался в запасе. В 1983 году участвовал в чемпионате мира среди молодёжи в Мексике.
В 1985 году в связи получением травмы закончил футбольную карьеру. В 1987—1993 годах работал футбольным тренером в ДЮСШ.
С 1993 года начал заниматься бизнесом. В 2012 году стал председателям Узбекского Этно-Культурного Центра Сайрамского района. С 2013 года стал членом «Ассамблеи народов Казахстана». В 2014 году был награждён президентом Казахстана Н. А. Назарбаевым золотой медалью «Бірлік» Ассамблеи Народов Казахстана.
Женат, имеет 4 детей.